# Virtua Tennis 3
Virtua Tennis 3 is een computerspel dat werd ontwikkeld en uitgegeven door Sega. Het spel kwam in 2006 uit voor de Arcade, maar later volgende ook andere platforms zoals de PlayStation 3, Xbox 360 en PC. Met het sportspel kan de speler tennis spelen. Er kan onder andere met Roger Federer, Rafael Nadal, Venus Williams en Martina Hingis gespeeld worden. Ook is het mogelijk eigen spelers te maken bij de World Tour.

## Platforms
| Jaar | Platform                              |
| ---- | ------------------------------------- |
| 2006 | Arcade                                |
| 2007 | PSP, PlayStation 3, Windows, Xbox 360 |

## Ontvangst
| Beoordeeld door        | Platform      | Datum             | Score |
| ---------------------- | ------------- | ----------------- | ----- |
| PC Powerplay           | Windows       | 28 maart 2007     | 89%   |
| Lawrence               | PlayStation 3 | 3 april 2007      | 86%   |
| GameSpot               | PlayStation 3 | 20 maart 2007     | 82%   |
| PlayFrance             | PlayStation 3 | 16 maart 2007     | 80%   |
| GameSpy                | PlayStation 3 | 2 april 2007      | 80%   |
| UOL Jogos              | Xbox 360      | 24 april 2007     | 80%   |
| Jeuxvideo.com          | PlayStation 3 | 16 maart 2007     | 80%   |
| Computer Bild Spiele   | PlayStation 3 | 4 april 2007      | 78%   |
| The Video Game Critic  | Xbox 360      | 18 september 2007 | 75%   |
| Absolute Games (AG.ru) | Windows       | 5 april 2007      | 71%   |

## Trivia
- Het spel is opgenomen in het boek 1001 Video Games You Must Play Before You Die van Tony Mott.